# Januar 2002
Portal Geschichte | Portal Biografien | Aktuelle Ereignisse | Jahreskalender | Tagesartikel

◄ |
20. Jahrhundert |
21. Jahrhundert

◄ |
1970er |
1980er |
1990er |
2000er
| 2010er | 2020er | 2030er | ►

◄ |
1998 |
1999 |
2000 |
2001 |
2002
| 2003 | 2004 | 2005 | 2006 | ►

◄ |
Oktober 2001 |
November 2001 |
Dezember 2001 |
Januar 2002 |
Februar 2002 |
März 2002 |
April 2002 |
►
Dieser Artikel behandelt tagesbezogene Nachrichten und Ereignisse im Januar 2002.

## Tagesgeschehen

### Dienstag, 1. Januar 2002

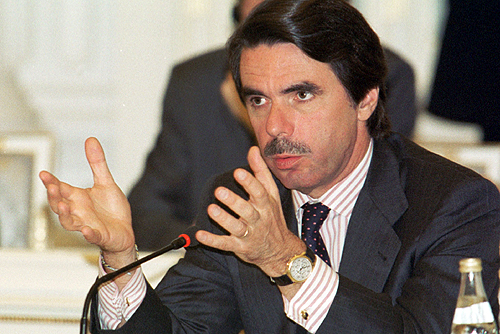
José María Aznar

- Bern/Schweiz: Kaspar Villiger (FDP) wird neuer Bundespräsident. Gleichzeitig tritt ein bilaterales Abkommen mit der Europäischen Union in Kraft.[1]
- Bukarest/Rumänien, Sofia/Bulgarien: Die Europäische Union hebt die Visumpflicht für Bürger mit bulgarischer oder rumänischer Staatsangehörigkeit auf.
- Frankfurt/Deutschland: Der Euro wird in 12 Staaten der Europäischen Union als gemeinsame Währung eingeführt. Das Euro-Bargeld ist ab heute gesetzliches Zahlungsmittel. Noch zwei Monate kann in der alten Währung bezahlt werden, Wechselgeld wird jedoch grundsätzlich in Euro ausgegeben. Der Umtausch von D-Mark-Münzen und -Scheinen in Euro erfolgt zudem zeitlich unbefristet an Bankschaltern.[2]
- Islamabad/Pakistan: Abkommen über Zollerleichterungen im Textilbereich mit der Europäischen Union.
- Kabul/Afghanistan: Hamid Karzai übernimmt die Übergangsregierung.
- Madrid/Spanien: Spanien übernimmt von Belgien den Vorsitz im Rat der Europäischen Union. Das Amt des Regierungschefs der EG erhält José María Aznar.[3]
- München/Deutschland: Der Bayerische Verwaltungsgerichtshof stimmt der Klage eines Pfaffenhofener Volksschullehrers zu: Er hatte verlangt, die Kruzifixe in seinem Klassenzimmer aus Gewissensgründen abzuhängen.
- New York/Vereinigte Staaten: Bulgarien, Guinea, Kamerun, Mexiko und Syrien werden neue nichtständige Mitglieder im Sicherheitsrat der Vereinten Nationen.[4]

## Weblinks

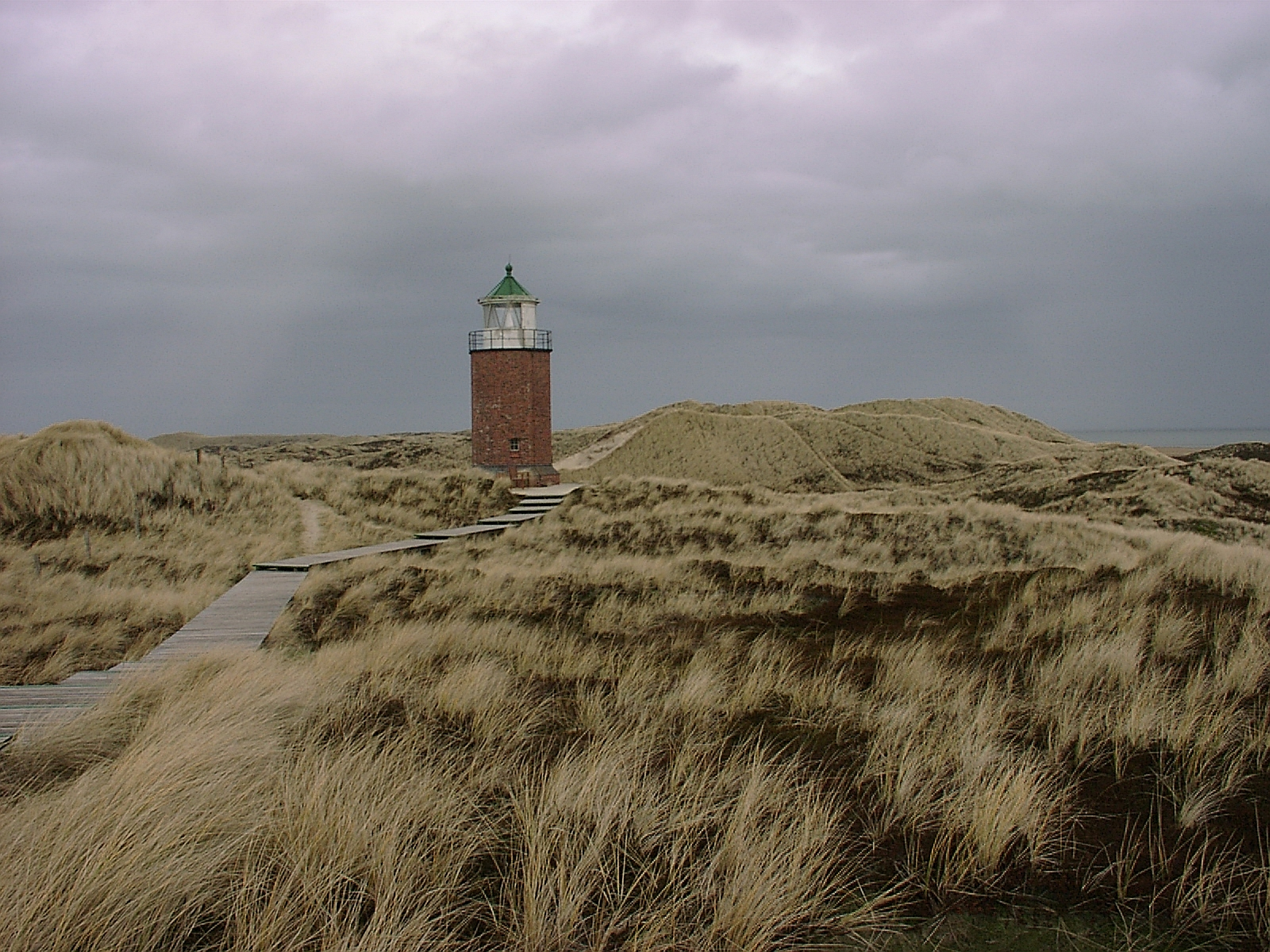
Schleswig-Holstein im Januar 2002

### Mittwoch, 2. Januar 2002
- Buenos Aires/Argentinien: Bei der Abstimmung im Nationalkongress über den neuen Präsidenten von Argentinien votieren 262 Mitglieder für den Peronisten Eduardo Duhalde, 39 stimmen gegen ihn oder enthalten sich.[5]
- Kabul/Afghanistan: Das Eintreffen eines Vorauskommandos der Bundeswehr in der afghanischen Hauptstadt markiert den Beginn der deutschen Beteiligung am Krieg in Afghanistan mit Bodentruppen.[6]
- Lusaka/Sambia: Levy Mwanawasa wird als neuer Staatspräsident vereidigt. Er gewann die Präsidentschaftswahlen am 27. Dezember 2001 knapp.
- Wilhelmshaven/Deutschland: Sechs Schiffe der Deutschen Marine, darunter die Fregatten Bayern, Köln und Emden brechen zur Operation Enduring Freedom am Horn von Afrika auf.

### Freitag, 4. Januar 2002
- Kabul/Afghanistan: Innenminister Junis Kanumi schließt ein Abkommen mit dem britischen Kommandanten John McColl über die Stationierung der rund 5.000 Mann starken ISAF-Truppe. Zunächst gilt ihr Mandat nur für die Hauptstadt.

### Samstag, 5. Januar 2002
- Tampa/Vereinigte Staaten: Ein 15-Jähriger fliegt mit einem gestohlenen Kleinflugzeug in das Hochhaus der Bank of America. Laut einer hinterlassenen Notiz handelt er aus Sympathie mit Osama bin Laden.

### Sonntag, 6. Januar 2002
- Bischofshofen/Österreich: Beim vierten Skisprungwettbewerb der Vierschanzentournee gewinnt der Deutsche Sven Hannawald vor Matti Hautamäki aus Finnland und Martin Höllwarth aus Österreich. Hannawald gewinnt damit die Gesamtwertung vor Hautamaeki sowie Höllwarth und ist der erste Athlet, der bei allen Springen einer einzelnen Vierschanzentournee Platz 1 belegt.[7]

### Montag, 7. Januar 2002
- Köln/Deutschland: Der Musiksender VIVA Plus beginnt um 13:00 Uhr den Sendebetrieb. Er übernimmt die Sendeplätze von VIVA Zwei, welcher Zeitgleich den Betrieb einstellt.[8]

### Dienstag, 8. Januar 2002
- Tallinn/Estland: Wie zuvor angekündigt, tritt der Ministerpräsident Mart Laar von seinem Posten zurück. Grund ist ein Konflikt in seiner aus drei Parteien bestehenden Koalition.

### Mittwoch, 9. Januar 2002

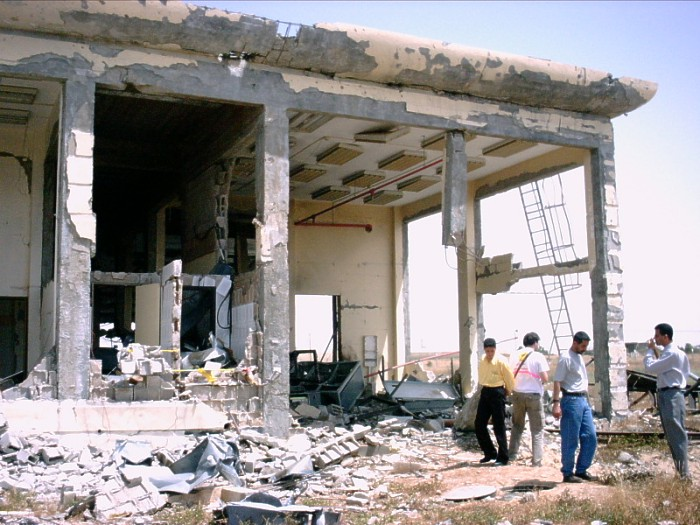
Bombenschäden am Gaza Airport bei Rafah

- Rafah/Palästinensische Autonomiegebiete: Bei einem Überfall militanter Palästinenser werden sechs israelische Soldaten getötet. Als Vergeltung zerstört die israelische Luftwaffe die Startbahn des Internationalen Flughafens des Gazastreifens bei Rafah, technische Einrichtungen und Gebäude erleiden ebenfalls Treffer.

### Freitag, 11. Januar 2002
- Buenos Aires/Argentinien: Das Land beendet die Konvertibilität seiner Währung Peso zum US-Dollar. Der Internationale Währungsfonds erklärt Argentinien am selben Tag für nicht kreditwürdig und stellt dem Land bis auf Weiteres kein frisches Geld zur Verfügung.[9]
- Guantanamo-Bucht/Kuba: In dem exterritorialen Lager der US-Armee treffen die ersten 20 Taliban- und Al-Qaida-Kämpfer ein. Ihnen wird sowohl der Status als Kriegs- wie auch als Zivilgefangene verwehrt. Als „irreguläre Kämpfer“ sind sie Haftbedingungen ausgesetzt, die bei Menschenrechtsorganisationen scharfen Protest auslösen. Die Zahl der im Lager gefangengehaltenen steigt im Laufe der nächsten zwei Monate auf 300.
- Magdeburg/Deutschland: Auf einer Klausurtagung der CDU verkündet Angela Merkel, dass sie auf eine mögliche Aufstellung als Spitzenkandidatin der Unionsparteien bei der Bundestagswahl im Herbst verzichtet. Sie ebnet damit den Weg für die Spitzenkandidatur des CSU-Parteichefs Edmund Stoiber, obgleich Umfragen den Unionsparteien ein besseres Wahlergebnis mit Merkel als Kanzlerkandidatin voraussagen. Merkel benachrichtigte Stoiber über ihren Rückzug bei einem Frühstück in dessen Haus in Wolfratshausen.[10]

### Samstag, 12. Januar 2002
- Chemnitz/Deutschland: Carmen Nebel gewinnt die Krone der Volksmusik.
- Islamabad/Pakistan: In einer Grundsatzrede verurteilt Präsident Pervez Musharraf Terror, Intoleranz und extremistische Gewalt.

### Mittwoch, 16. Januar 2002
- Sydney/Australien: Nach gut drei Wochen gelingt es der Feuerwehr endgültig, die Feuer in der Region zu löschen. In der Folge werden 25 zumeist Jugendliche wegen Verdachts auf Brandstiftung festgenommen.

### Donnerstag, 17. Januar 2002
- Banjul/Gambia: Die Parlamentswahlen finden statt.
- Berlin/Deutschland: Das Abgeordnetenhaus von Berlin wählt einen Senat aus SPD und PDS. Klaus Wowereit wird neuer Regierender Bürgermeister.
- Chadera/Israel: Bei einer Festgesellschaft tötet ein militanter Palästinenser sechs Menschen und verletzt 27 weitere. Als Vergeltung greift die israelische Luftwaffe Ziele in Tulkarem an. Zwei Tage später wird auch das Gebäude der Stimme Palästinas zerstört.
- Goma/DR Kongo: Etwa 350.000 Menschen fliehen vor dem Ausbruch des Vulkans Nyiragongo im Osten der Republik. Durch die Stadt ergießt sich ein bis zu 300 m breiter Lavastrom. Mindestens 45 Menschen kommen ums Leben.
- Ostseeraum: Die 1992 verabschiedete Helsinki-Konvention tritt in Kraft und löst die Helsinki-Konvention von 1974 ab.

### Samstag, 19. Januar 2002

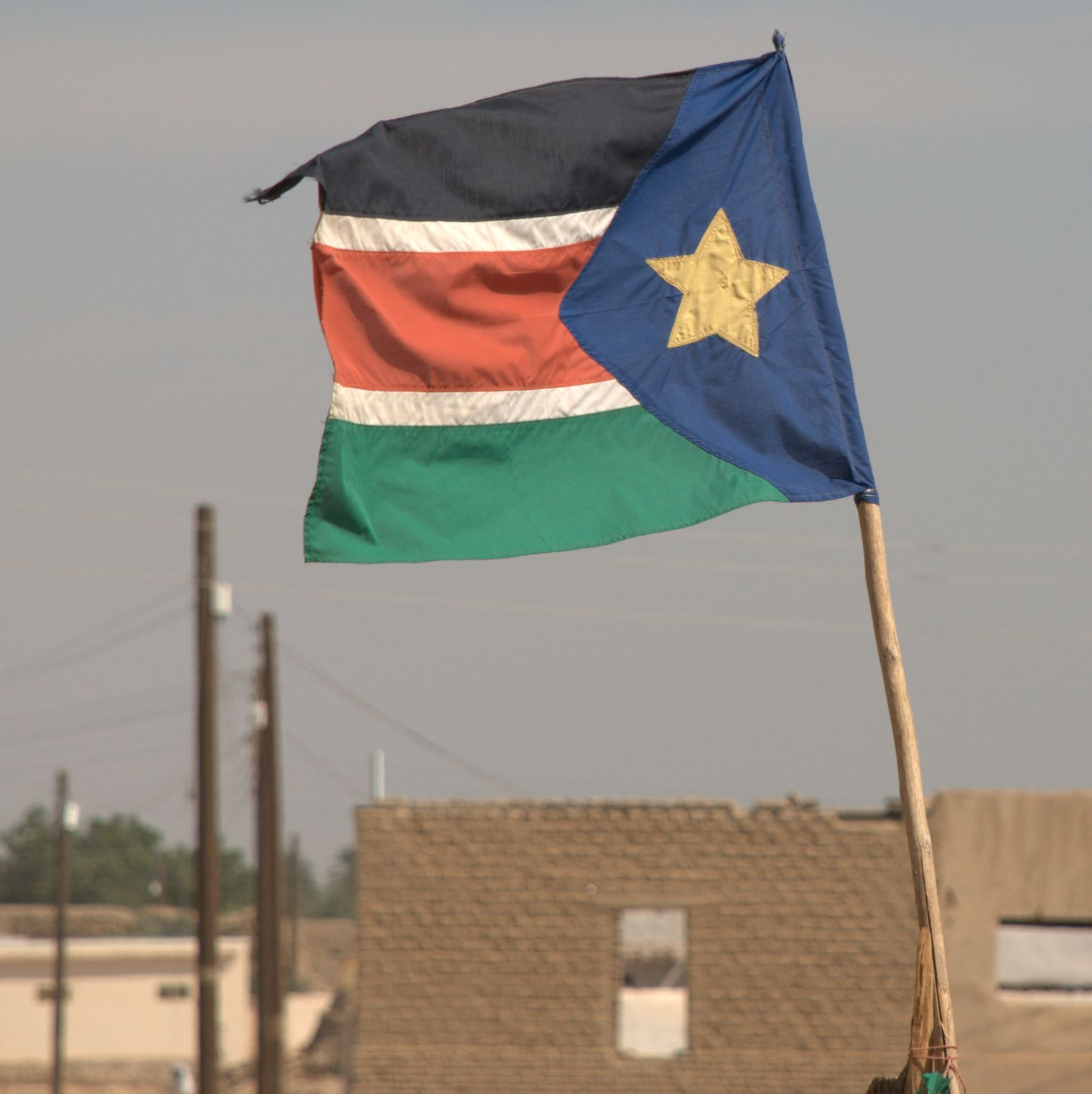
SPLM-Flagge in einem Dorf nahe Karima

- Bamako/Mali: Gastgeber Mali spielt im Eröffnungsspiel der 23. Fußball-Afrikameisterschaft unentschieden gegen Liberia.[11]
- Bürgenstock/Schweiz: Vertreter der sudanesischen Regierung und der Sudanesischen Volksbefreiungsarmee SPLM beschließen einen Waffenstillstand, der den Bürgerkrieg im Süden des Landes nach 19 Jahren beenden soll.[12]

### Sonntag, 20. Januar 2002

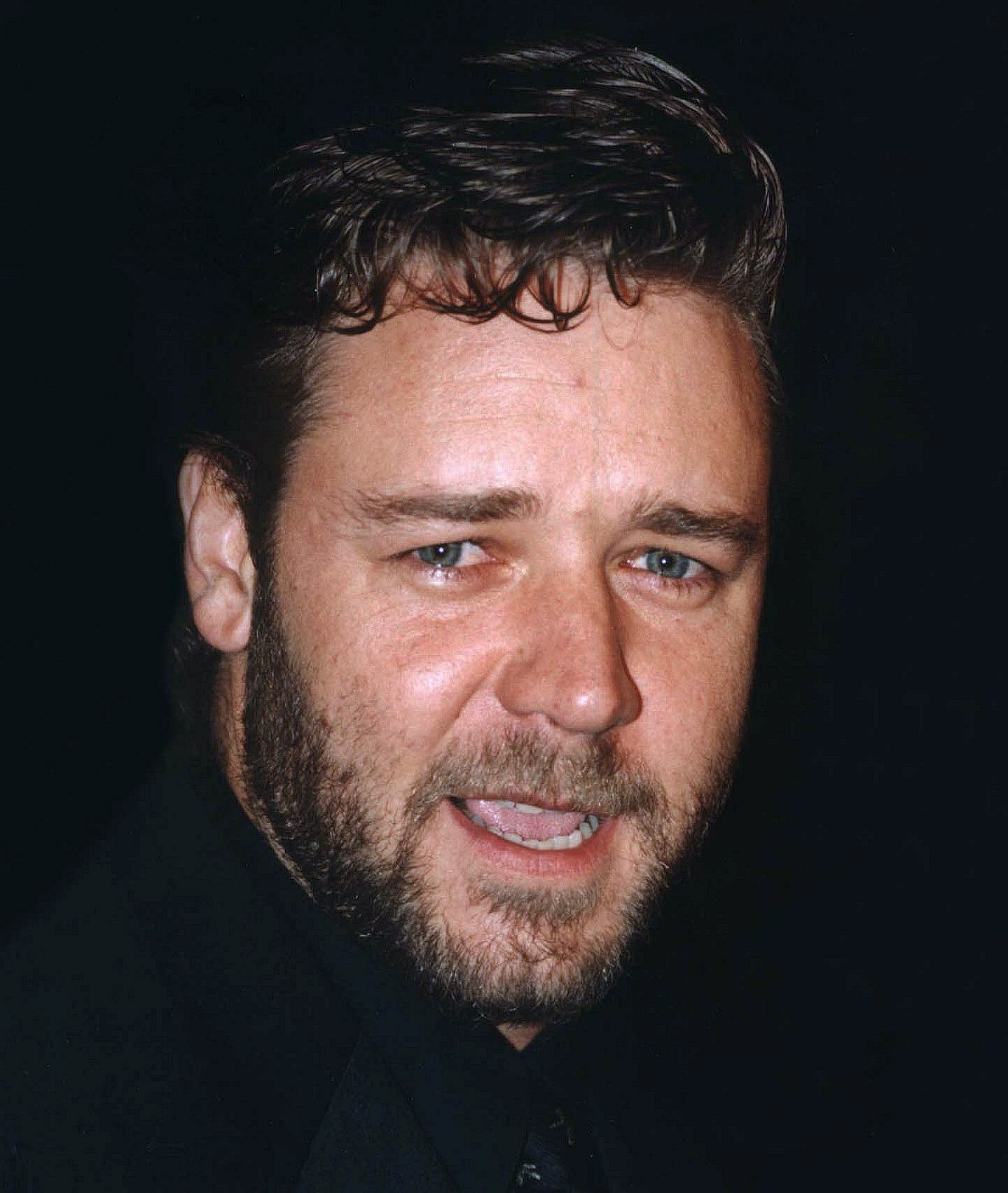
Russell Crowe (1999)

- Beverly Hills/Vereinigte Staaten: Bei der Verleihung der Golden Globe Awards erhält der Film A Beautiful Mind – Genie und Wahnsinn vier Auszeichnungen: bestes Drama, bestes Drehbuch, Russell Crowe als bester Hauptdarsteller und Jennifer Connelly als beste Nebendarstellerin.[13][14]
- Bonn/Deutschland: Das Bundeskartellamt untersagt der E.ON AG den Erwerb einer Mehrheitsbeteiligung bei der Gelsenberg AG und verhindert damit die Übernahme des Fern- und Erdgashandelsunternehmen Ruhrgas AG durch E.ON.[15]

### Montag, 21. Januar 2002
- Südafrika: Bundespräsident Johannes Rau trifft zu einem offiziellen Staatsbesuch ein.
- Goma/Demokratische Republik Kongo: Der Vulkanausbruch des Nyiragongo führt zur Explosion einer Tankstelle in Goma. Durch das Unglück sterben bis zu 100 Menschen.[16]

### Dienstag, 22. Januar 2002
- Kalkutta/Indien: Muslimische Extremisten erschießen vier Wachmänner eines US-amerikanischen Informationszentrums.
- Sofia/Bulgarien: Georgi Parvanov wird Regierungspräsident.
- Moskau/Russland: Kurz nach Mitternacht muss der russische Fernsehsender TW-6 seinen Sendebetrieb aufgeben, er war einer der letzten unabhängigen Fernsehsender in Russland.[17]

### Samstag, 26. Januar 2002
- Melbourne/Australien: Bei den Australian Open im Tennis kann die US-Amerikanerin Jennifer Capriati ihren Titel erfolgreich verteidigen. Sie besiegt im Finale die Schweizerin Martina Hingis.

### Sonntag, 27. Januar 2002

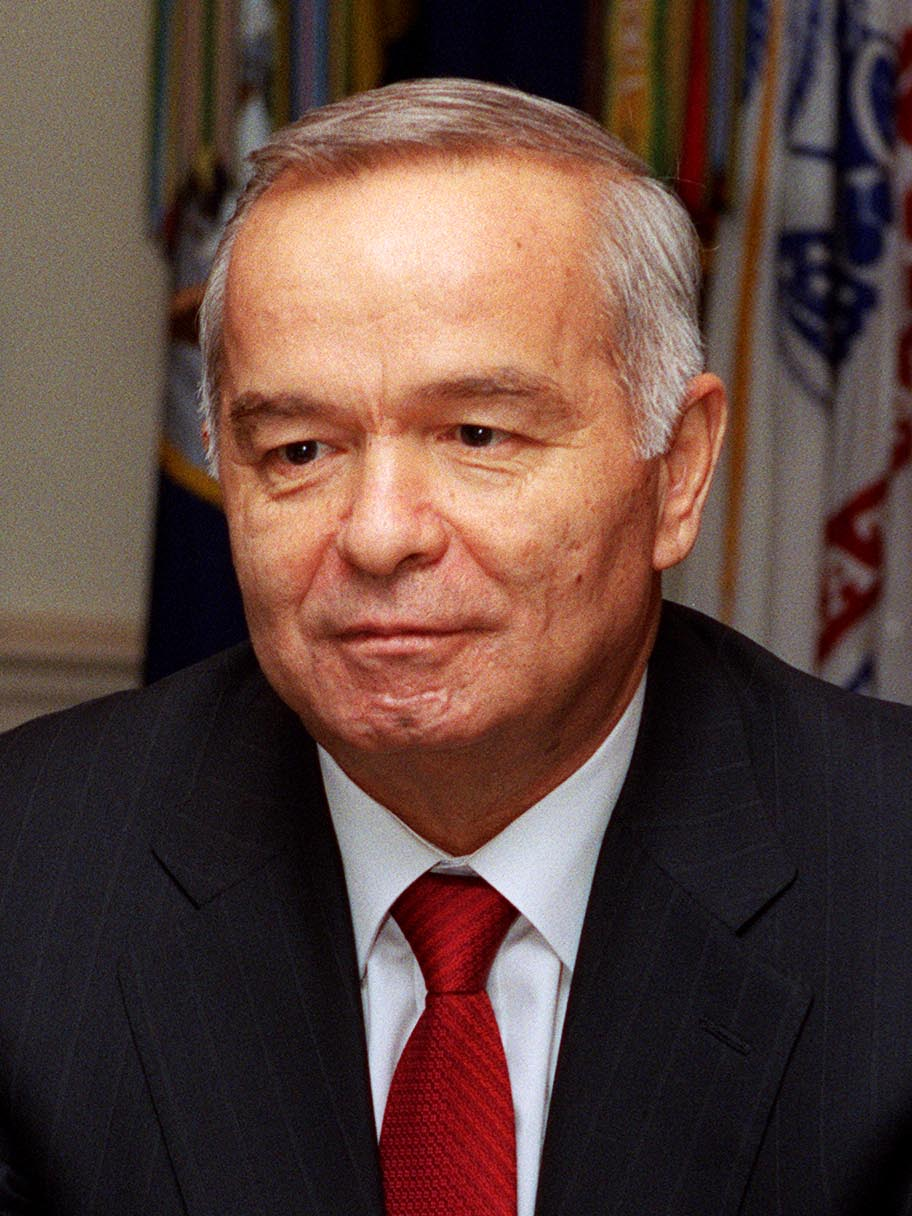
Islom Karimov

- Lagos/Nigeria: Bei einem Brand in einem Munitionslager kommen mehr als 1.000 Menschen ums Leben.
- Melbourne/Australien: Thomas Johansson aus Schweden gewinnt das Grand-Slam-Turnier der Australian Open.
- Taschkent/Usbekistan: Das Referendum zur Verlängerung der Amtsdauer des Staatsoberhaupts auf sieben Jahre endet mit einer großen Mehrheit für diesen Plan. Kritiker nennen das Plebiszit einen scheindemokratischen Weg, damit Präsident Islom Karimov länger an der Macht bleiben könne. Karimov erklärt, dass das Referendum die Demokratie stärke.[18]
- Tegucigalpa/Honduras: Ricardo Maduro wird neuer Staats- und Regierungschef.

### Montag, 28. Januar 2002
- Tulcán/Kolumbien: Eine Boeing-727 des Flugs TAME 120 stürzt etwa 30 km vor ihrem Bestimmungsort ins Gebirge. Alle 92 Menschen an Bord sterben.

### Dienstag, 29. Januar 2002

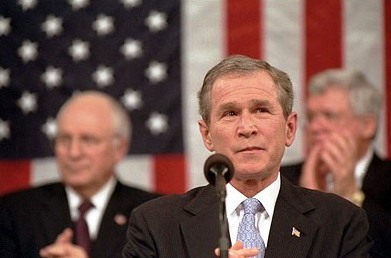
George W. Bush

- Washington, D.C./Vereinigte Staaten: US-Präsident George W. Bush hält vor dem Kongress eine Rede zur Lage der Nation. In dieser benennt er Irak, Iran und Nordkorea als die „Achse des Bösen“.[19]
- Marin County/Vereinigte Staaten: Im San Quentin State Prison wird der Serienmörder Stephen Wayne Anderson durch eine letale Injektion hingerichtet.[20]

### Mittwoch, 30. Januar 2002
- Berlin/Deutschland: Der Deutsche Bundestag beschließt, den Import embryonaler Stammzellen nur dann zu erlauben, wenn es sich um bereits bestehende Zellkulturen handelt. Damit soll ausgeschlossen werden, dass die Entwicklung neuer Linien von Deutschland aus angestoßen wird.[21]

### Donnerstag, 31. Januar 2002
- New York/Vereinigte Staaten, Porto Alegre/Brasilien: Das Weltwirtschaftsforum tagt ab heute im New Yorker Hotel Waldorf Astoria, es kommt trotz Demonstrationsverbots zu Protesten vor dem Gebäude. Zeitgleich findet in Porto Alegre mit dem Weltsozialforum eine Gegenveranstaltung zum Weltwirtschaftsforum statt.[22][23]